# George Clarke Simpson
Sir George Clarke Simpson (Derby, 2 september 1878 - Bristol, 1 januari 1965) was een Brits meteoroloog die bekend is om zijn bijdragen aan de studie van atmosferische verschijnselen en zijn rol in de vooruitgang van de meteorologie.

## Vroege leven en opleiding
Simpson werd geboren op 2 september 1878 in Derby, Engeland.
Hij studeerde wiskunde en natuurkunde aan Owens College, Manchester (dat later onderdeel werd van de Universiteit van Manchester). Daarna deed hij onderzoek aan de Georg-August-Universität Göttingen.

## Carrière en bijdragen
Simpson begon zijn carrière bij het Solar Physics Observatory in South Kensington en trad in 1906 toe tot de Indiase Meteorologische Dienst.
Hij is vooral bekend om zijn werk op het gebied van atmosferische elektriciteit en zijn studies naar de eigenschappen en het gedrag van bliksem.
Simpson was de meteoroloog voor Robert Falcon Scott's noodlottige Terra Nova-expeditie naar Antarctica (1910-1913). Zijn werk tijdens deze expeditie droeg significant bij aan het begrip van de weersomstandigheden in Antarctica.
Na zijn terugkeer uit Antarctica bekleedde Simpson verschillende functies, waaronder directeur van het Meteorological Office in Londen van 1920 tot 1938. Tijdens zijn ambtsperiode moderniseerde hij het kantoor en bevorderde het gebruik van wetenschappelijke methoden in weersvoorspelling.

## Erfenis en onderscheidingen
Simpson was een Fellow van de Royal Society, een van de hoogste onderscheidingen voor een wetenschapper in het Verenigd Koninkrijk.
Zijn bijdragen aan de meteorologie, met name in de studie van atmosferische elektriciteit en polaire meteorologie, hebben een blijvende impact gehad op het vakgebied.
Hij ontving verschillende onderscheidingen voor zijn werk, waaronder de Founder's Medal van de Royal Geographical Society.
In Antarktica zijn de Simpson-Gletscher, de Simpson Peak en het Simpson Head naar hem vernoemd.

## Persoonlijk leven
Simpson trouwde in 1907 met Dorothy Strutt en ze hadden drie kinderen.
Hij overleed op 1 januari 1965.
Simpsons werk heeft niet alleen de wetenschappelijke kennis vooruitgeholpen, maar had ook praktische implicaties voor weersvoorspellingen en het begrip van extreme weersomstandigheden. Zijn bijdragen blijven invloedrijk in de meteorologie en aanverwante disciplines.
- Bibsys: 1088844
- Gemeinsame Normdatei: 11763008X
- International Standard Name Identifier: 0000 0001 0779 215X
- Library of Congress Control Number: no99068092
- Nationale Bibliotheek van Israël: 987007306340905171
- Nederlandse Thesaurus van Auteursnamen: 177207027
- Réseau des bibliothèques de Suisse occidentale: 02-A003834154
- SNAC: w6vd9zfj
- Système universitaire de documentation: 069771766
- Virtual International Authority File: 23149106036368490966